# 麵房村

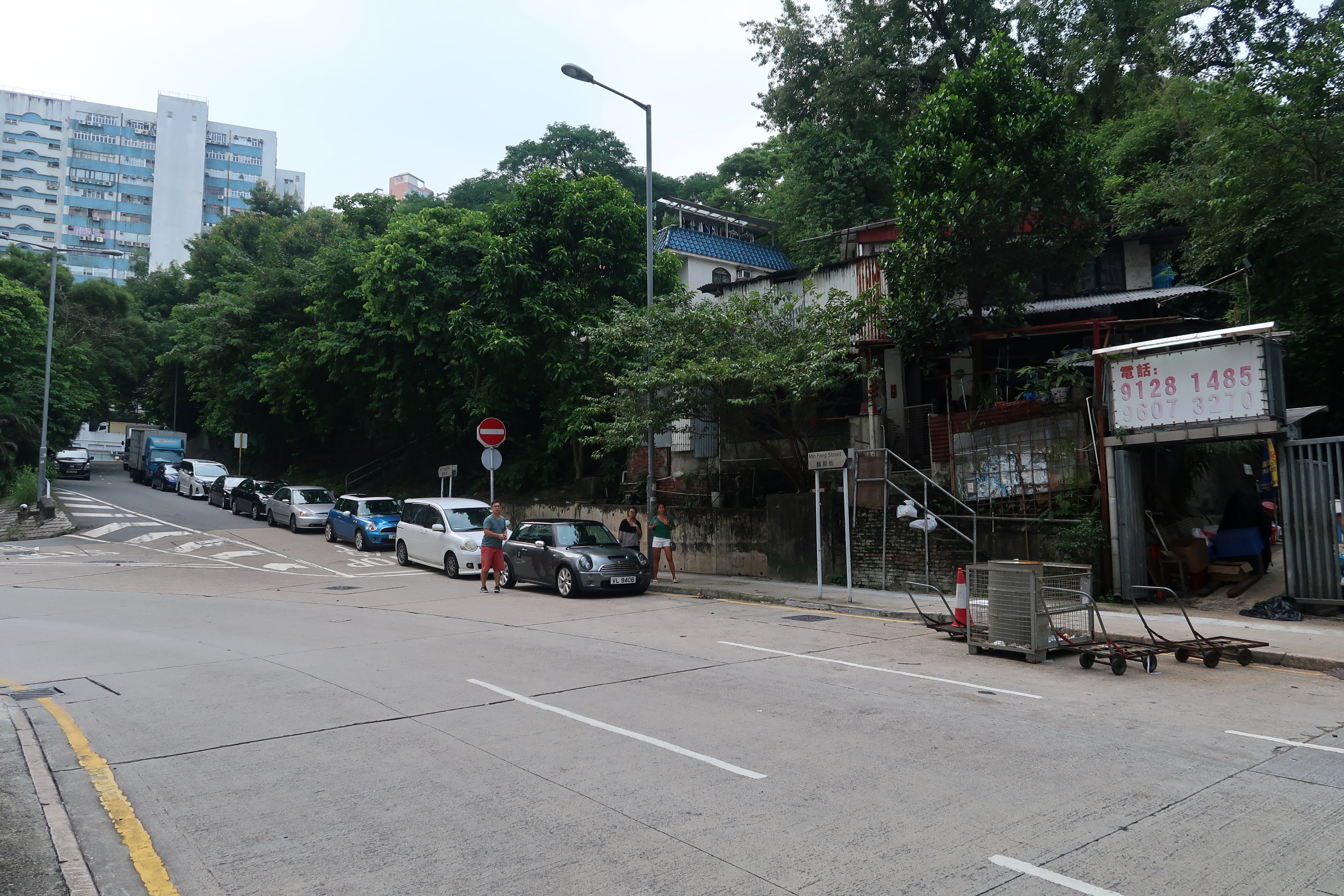
麵房街

麵房（英語：Min Fong）位於香港沙田區火炭的一條已消失客家村落，隸屬於沙田九約之一的火炭約，原為於現今金豪工業大廈一帶。

## 歷史
麵房的規模較少，以拔子窩為首載於1905年批出的集體官契中（包括松頭下在內）。麵房坐落於拔子窩和松頭下之間，旁邊有一條流出火炭河的山坑。1911年，麵房剩下有4名村民。至戰前，只剩下一戶張姓人家，戰後已荒廢。1970年代末，香港政府發展火炭工業區，特意將區內新道路命名為麵房街和麵房里，以作紀念。

## 交通
- 港鐵
  - 東鐵綫：火炭站
- 巴士
  - 九巴
- 專線小巴